# 網代駅
網代駅（あじろえき）は、静岡県熱海市下多賀にある、東日本旅客鉄道（JR東日本）伊東線の駅である。駅番号はJT 24。

## 概要
駅名は「網代駅」であるが、熱海市「網代」ではなく「下多賀」に所在する。
日中を中心に伊東線、伊豆急行線との相互直通運転が実施され、朝・夕 - 夜には伊東線を走行する上野東京ライン系統の列車も発着する。
交通系ICカード「Suica」が導入され、「Suica首都圏エリア」に属し、首都圏ICカード相互利用サービスおよび交通系ICカード全国相互利用サービスに対応している。また、旅客営業規則の定める大都市近郊区間制度における「東京近郊区間」にも属している。
伊東線中間駅（熱海駅の被管理駅である来宮駅・伊豆多賀駅、伊東駅の被管理駅である当駅・宇佐美駅）では2015年（平成27年）3月8日より実施の無人駅化に合わせた「駅遠隔操作システム（現・お客さまサポートコールシステム）」の導入に伴い、自動券売機から多機能券売機への交換、伊東駅へ繋がるインターホン・券面確認台を併設した自動精算機の新設が行われた。従来、有人窓口以外で行うことができなかった処理については伊東駅の駅員が自動精算機を遠隔操作することにより対応している。

## 歴史
- 1935年（昭和10年）3月30日：鉄道省の伊東線が熱海駅から開通、その終着駅として当駅が開業[3]。
- 1938年（昭和13年）12月15日：伊東線が当駅から伊東駅まで延伸開通。
- 1943年（昭和18年）11月1日：鉄道省が改組し、運輸通信省鉄道総局の駅となる。
- 1945年（昭和20年）5月19日：運輸通信省鉄道総局が改組し、運輸省鉄道総局の駅となる。
- 1949年（昭和24年）6月1日：運輸省鉄道総局から業務が移管され、日本国有鉄道（国鉄）の駅となる。
- 1963年（昭和38年）1月10日：貨物の取扱を廃止[3]。
- 1985年（昭和60年）3月14日：荷物扱い廃止[3]。
- 1987年（昭和62年）4月1日：国鉄分割民営化に伴い、東日本旅客鉄道（JR東日本）の駅となる[3]。
- 1997年（平成9年）4月1日：日勤化に伴い、駅員無配置時間帯を設定[6]。
- 2004年（平成16年）10月16日：ICカード「Suica」の利用が可能となる[7]。東京近郊区間に組み込まれる[7]。
- 2009年（平成21年）10月1日：駅構内を全面禁煙化[8]。
- 2015年（平成27年）
  - 3月7日：みどりの窓口の営業を終了。
  - 3月8日：無人駅化に合わせ「駅遠隔操作システム（現・お客さまサポートコールシステム）」導入[4]。
- 2017年（平成29年）4月1日：盛土内通路にホームを結ぶ車椅子対応エレベーター設置[9]。
- 2024年（令和6年）3月16日：ダイヤ改正により、踊り子の全列車が通過となった。

## 駅構造
盛土上に島式ホーム1面2線を有する地上駅。当駅構内は、R=240 - 400の急曲線になっている。そのため、制限速度は35 km/hになっており、スピードアップの大きな妨げとなっている。また、熱海方には新小山トンネルが、伊東方には2,941メートルの新宇佐美トンネルがあるため、非常に見通しが悪い構造になっている。
ホームには内方線付き点字ブロックが設置されている。
駅舎は1番線の線路を挟んで東側に面しており、ホームとのアクセスには盛土内通路を使用する。盛土内通路にはホームを結ぶ車椅子対応エレベーターが設置されている。
改札口には、きっぷ回収箱、簡易Suica改札機、Suica対応の自動精算機・多機能券売機のほか乗車駅証明書発行機が設置されている。
改札外には伊東線に関する情報の表示のみに対応した運行情報・時刻表ディスプレイが設置されており、列車運行情報サービス「どこトレ」と同様の内容に加え、当駅を発車する上り・下り列車の初電から終電までの時刻表が確認できる。
トイレは改札口を出て左に曲がると進行方向正面にある。多機能トイレは存在しない。なお、このトイレは個室内の完全洋式化工事を行うため、2019年（平成31年）1月22日から3月21日まで閉鎖され、近くに代替として仮設トイレが設置されていた。
公衆電話は改札口を出て左に曲がると進行方向左側にあったが、2023年（令和5年）11月撤去。

### のりば
| 番線 | 路線                      | 方向 | 行先                       |
| ---- | ------------------------- | ---- | -------------------------- |
| 1    | 伊東線                    | 下り | 伊東・伊豆急下田方面       |
| 2    | 伊東線 （上野東京ライン） | 上り | 熱海・横浜・東京・上野方面 |

（出典：JR東日本:駅構内図）
- 島式ホームで、ホームの有効長は11両。
- 上野東京ライン系統の運行開始と同時に行われた2015年（平成27年）3月14日のダイヤ改正より朝・夕 - 夜に当駅から東海道線東京駅を経由して東北本線（宇都宮線）・高崎線への直通する列車が設定された。なお、宇都宮線直通は最遠で宇都宮まで、高崎線直通は最遠でも高崎（平日は籠原）までとなる。湘南新宿ライン系統の列車は引き続き当駅に乗り入れて来ないため、小田原以東で乗り換えが必要となる。

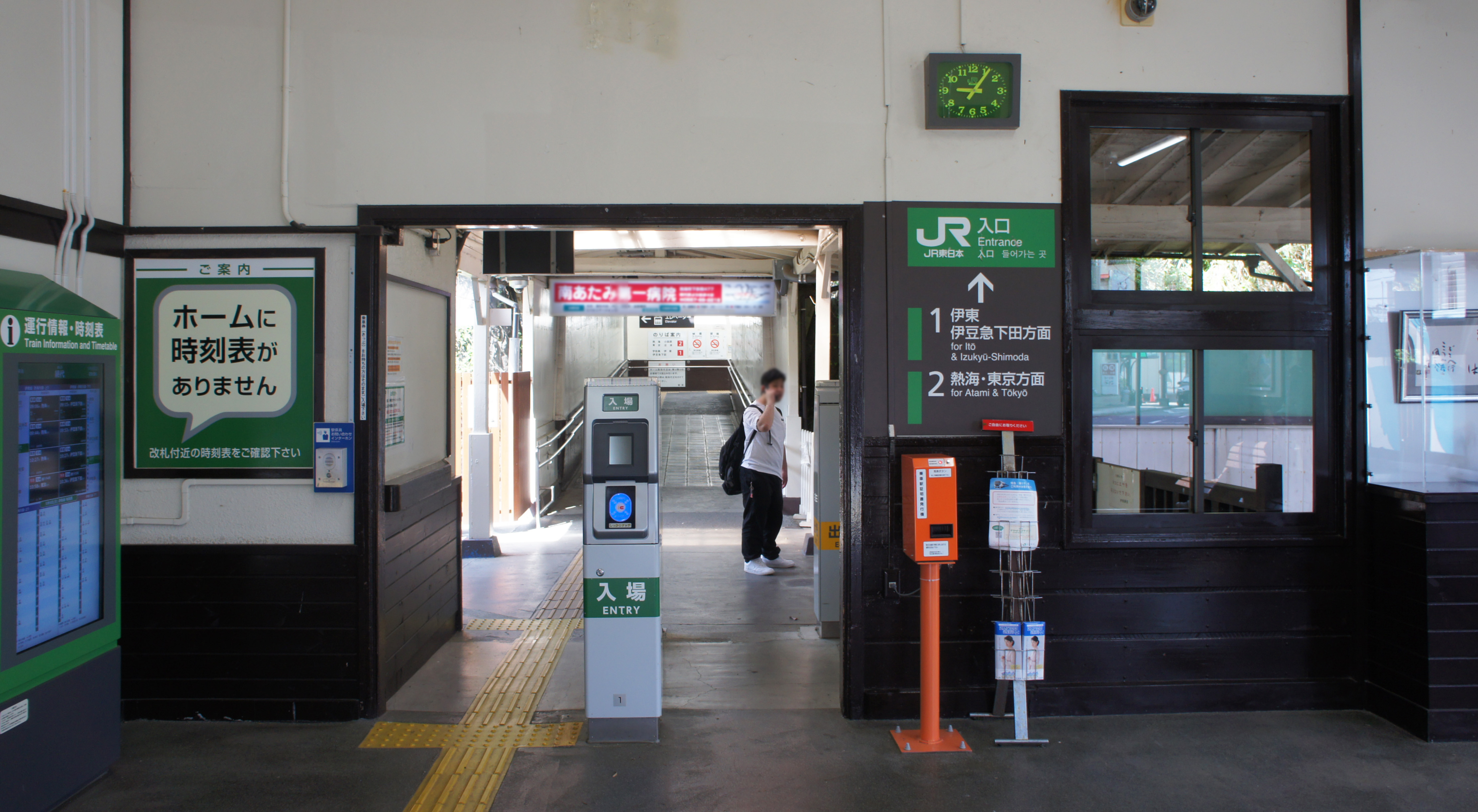
改札口（2021年5月）
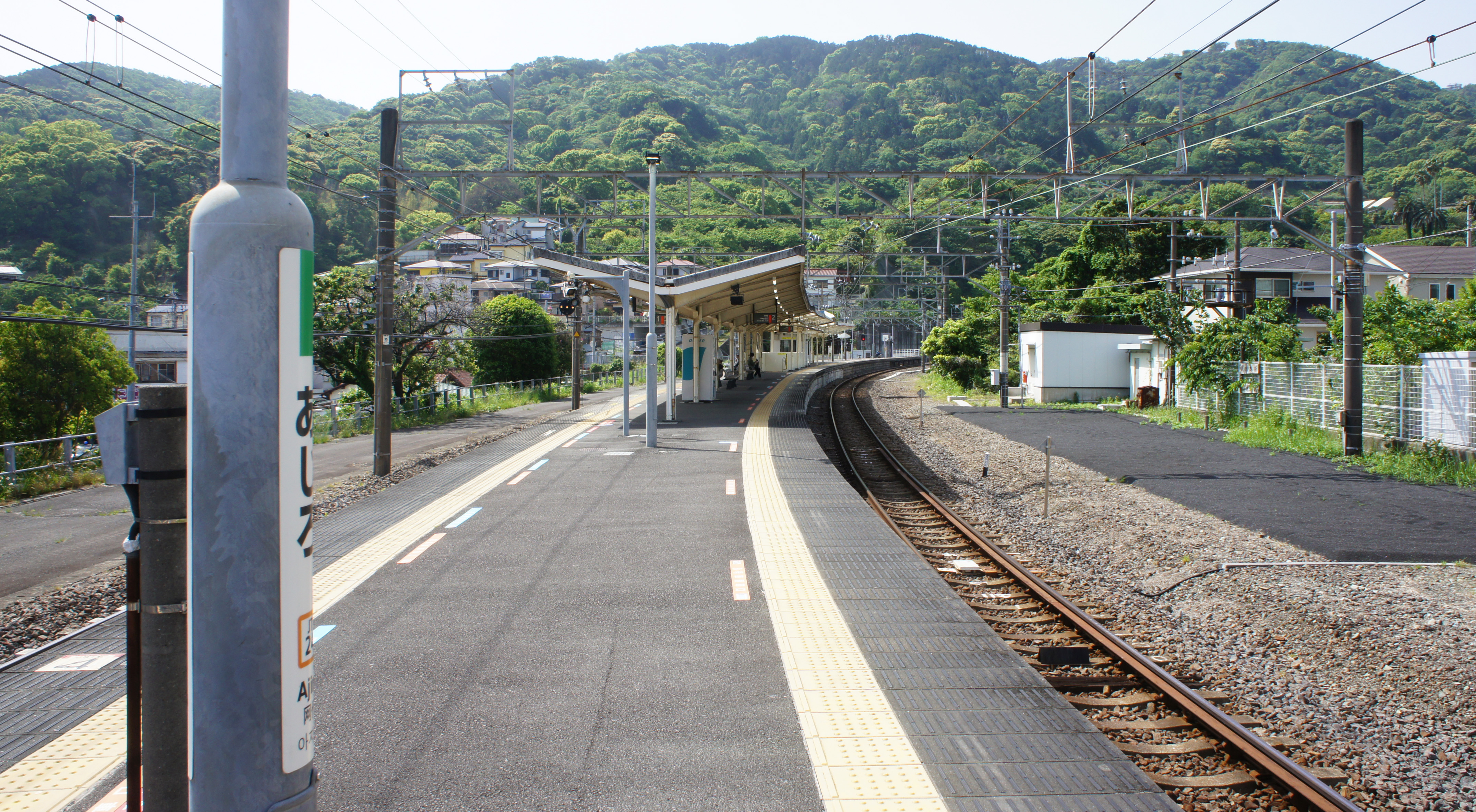
ホーム（2021年5月）

## 利用状況
2013年（平成25年）度の1日平均乗車人員は922人である。
近年の1日平均乗車人員の推移は以下の通りである。
| 年度               | 1日平均 乗車人員 | 出典     |
| ------------------ | ---------------- | -------- |
| 1993年（平成05年） | 1,753            | [ * 1 ]  |
| 1994年（平成06年） | 1,729            | [ * 2 ]  |
| 1995年（平成07年） | 1,658            | [ * 3 ]  |
| 1996年（平成08年） | 1,610            | [ * 4 ]  |
| 1997年（平成09年） | 1,417            | [ * 5 ]  |
| 1998年（平成10年） | 1,334            | [ * 6 ]  |
| 1999年（平成11年） | 1,292            | [ * 7 ]  |
| 2000年（平成12年） | 1,227            | [ * 8 ]  |
| 2001年（平成13年） | 1,236            | [ * 9 ]  |
| 2002年（平成14年） | 1,194            | [ * 10 ] |
| 2003年（平成15年） | 1,174            | [ * 11 ] |
| 2004年（平成16年） | 1,117            | [ * 12 ] |
| 2005年（平成17年） | 1,083            | [ * 13 ] |
| 2006年（平成18年） | 1,051            | [ * 14 ] |
| 2007年（平成19年） | 1,003            | [ * 15 ] |
| 2008年（平成20年） | 1,008            | [ * 16 ] |
| 2009年（平成21年） | 980              | [ * 17 ] |
| 2010年（平成22年） | 947              | [ * 18 ] |
| 2011年（平成23年） | 913              | [ * 19 ] |
| 2012年（平成24年） | 921              | [ * 20 ] |
| 2013年（平成25年） | 922              | [ * 21 ] |

## 駅周辺

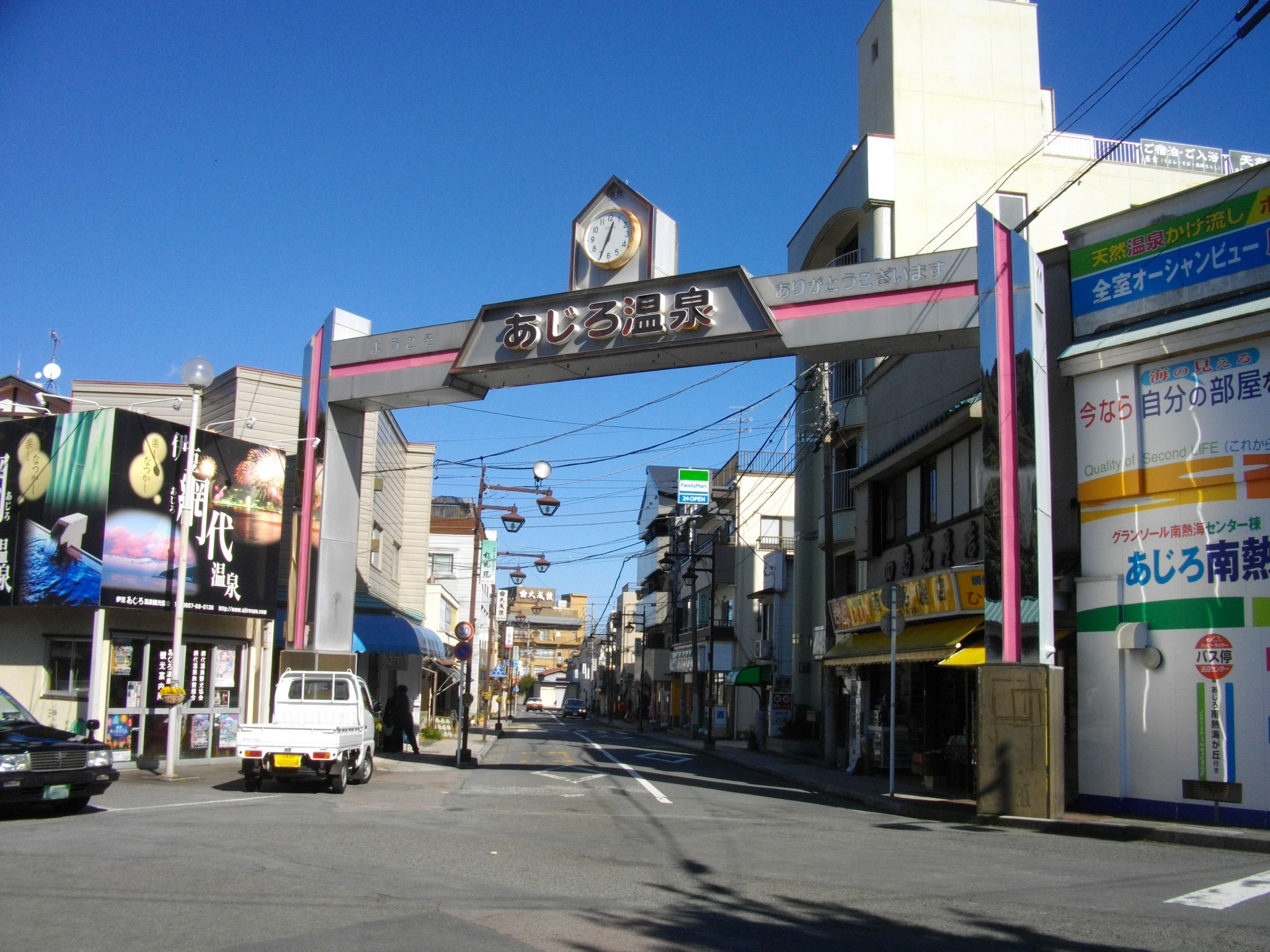
2020年まで設置されていた網代温泉のアーチ

駅前通りには網代温泉のアーチが設置されていたが、老朽化が進んだため2020年（令和2年）1月に撤去された。
- 静岡県道107号網代停車場線
- 熱海市役所南熱海支所
- 網代漁港
- 網代温泉
- 網代温泉海水浴場（大縄海水浴場）

### バス路線
「網代駅口」停留所にて、東海バス熱海営業所が運行する路線バスが発着する。
- A61・A62・A63・A64：お宮の松 / 熱海駅
- A61・A62：弘法滝藤哲
- A63・A64：網代旭町

## 隣の駅
東日本旅客鉄道（JR東日本）
 伊東線
■普通
伊豆多賀駅（JT 23） - 網代駅（JT 24） - 宇佐美駅（JT 25）

### 記事本文

### 利用状況
JR東日本の2000年度以降の乗車人員
1. ↑  各駅の乗車人員（2000年度） - JR東日本
2. ↑  各駅の乗車人員（2001年度） - JR東日本
3. ↑  各駅の乗車人員（2002年度） - JR東日本
4. ↑  各駅の乗車人員（2003年度） - JR東日本
5. ↑  各駅の乗車人員（2004年度） - JR東日本
6. ↑  各駅の乗車人員（2005年度） - JR東日本
7. ↑  各駅の乗車人員（2006年度） - JR東日本
8. ↑  各駅の乗車人員（2007年度） - JR東日本
9. ↑  各駅の乗車人員（2008年度） - JR東日本
10. ↑  各駅の乗車人員（2009年度） - JR東日本
11. ↑  各駅の乗車人員（2010年度） - JR東日本
12. ↑  各駅の乗車人員（2011年度） - JR東日本
13. ↑  各駅の乗車人員（2012年度） - JR東日本
14. ↑  各駅の乗車人員（2013年度） - JR東日本

静岡県統計年鑑
1. ↑  静岡県統計年鑑1993（平成5年） (PDF)
2. ↑  静岡県統計年鑑1994（平成6年） (PDF)
3. ↑  静岡県統計年鑑1995（平成7年） (PDF)
4. ↑  静岡県統計年鑑1996（平成8年） (PDF)
5. ↑  静岡県統計年鑑1997（平成9年） (PDF)
6. ↑  静岡県統計年鑑1998（平成10年） (PDF)
7. ↑  静岡県統計年鑑1999（平成11年） (PDF)
8. ↑  静岡県統計年鑑2000（平成12年） (PDF)
9. ↑  静岡県統計年鑑2001（平成13年） (PDF)
10. ↑  静岡県統計年鑑2002（平成14年） (PDF)
11. ↑  静岡県統計年鑑2003（平成15年） (PDF)
12. ↑  静岡県統計年鑑2004（平成16年） (PDF)
13. ↑  静岡県統計年鑑2005（平成17年） (PDF)
14. ↑  静岡県統計年鑑2006（平成18年） (PDF)
15. ↑  静岡県統計年鑑2007（平成19年） (PDF)
16. ↑  静岡県統計年鑑2008（平成20年） (PDF)
17. ↑  静岡県統計年鑑2009（平成21年） (PDF)
18. ↑  静岡県統計年鑑2010（平成22年） (PDF)
19. ↑  静岡県統計年鑑2011（平成23年） (PDF)
20. ↑  静岡県統計年鑑2012（平成24年） (PDF)
21. ↑  静岡県統計年鑑2013（平成25年） (PDF)